# Matt Heath
Matt Heath (ur. 1 listopada 1981 roku w Leicesterze) – angielski piłkarz występujący na pozycji obrońcy. Obecnie gra w Colchesterze United.

## Kariera klubowa
Matt Heath zawodową karierę rozpoczynał w 2002 roku w Leicester City. W debiutanckim sezonie pełnił tam rolę rezerwowego, jednak z roku na rok coraz częściej dostawał szanse gry. W trakcie rozgrywek 2003/2004 został wypożyczony do Stockport County. Rok później powrócił do Leicester City, w barwach którego w sezonie 2004/2005 rozegrał osiemnaście ligowych spotkań. W wygranym 3:0 pojedynku przeciwko Coventry City Heath zdobył jedną z bramek, a jego gra bardzo spodobała się ówczesnemu szkoleniowcowi popularnych "The Sky Blues" – Peterowi Reidowi, który latem 2005 roku zdecydował się kupić angielskiego zawodnika. W Coventry Heath spisywał się całkiem przyzwoicie i wywalczył sobie miejsce w podstawowej jedenastce.
9 listopada 2006 roku Anglik został wypożyczony do Leeds United, w barwach którego zadebiutował dwa dni później podczas wygranego 3:0 spotkania przeciwko Colchester United. W barwach "Pawi" Heath grał na środku obrony i rywalizował o miejsce w wyjściowym składzie z Ugo Ehiogu i Matthew Kilgallonem. 1 stycznia 2007 roku angielski defensor powrócił do Coventry, jednak następnego dnia przeszedł do Leeds na zasadzie wolnego transferu. Z ekipą "The Whites" podpisał kontrakt obowiązujący do końca sezonu, ale po jego wygaśnięciu Anglik przedłużył swoją umowę.
W marcu 2008 roku nowy trener Leeds – Gary McAllister poinformował Heatha, że ten może sobie szukać nowego klubu. Angielski zawodnik został wypożyczony do drużyny Colchester United, a 13 maja dołączył do niej już na stałe. 2 marca 2009 roku piłkarz został wypożyczony na miesiąc do Brighton & Hove Albion i w swoim debiucie z Leyton Orient strzelił gola. 30 lipca Heath również na miesiąc został wypożyczony do Southend United.